# Denis Boniver
Denis Joseph Boniver (* 18. Februar 1897 in Schalke; † 16. Juli 1961 in Düsseldorf) war ein deutscher Architekt und Hochschullehrer.

## Leben
Denis Boniver war Enkel des gleichnamigen Vorstandsvorsitzenden der Schalker Bergwerks-AG „Consolidation“, der nur ein Jahr nach der Geburt seines Enkels verstarb.
Boniver studierte Architektur an der Technischen Hochschule Stuttgart bei Paul Schmitthenner. In der Zeit des Nationalsozialismus war Boniver von 1935 bis 1939 Dozent für Baugeschichte an der Technischen Hochschule Stuttgart und lehrte danach an der Hochschule für Baukunst in Weimar. Nach dem Krieg unterhielt er ein eigenes Büro in Mettmann.
Schon früh interessierte sich Boniver für den Kirchenbau und wurde Mitglied im Leitungskreis des Deutschen Evangelischen Kirchbautages. Nach 1945 war er maßgeblich an Wiederherstellung und Neubau zahlreicher Kirchen beteiligt. 1957 gewann er den Wettbewerb zur Neugestaltung des Innenraumes der Lübecker Marienkirche.

## Werk

### Bauten

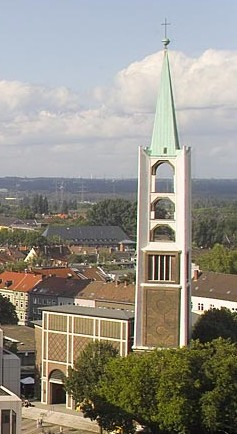
Evangelische Altstadtkirche, Gelsenkirchen

- um 1935: eigenes Wohnhaus in Stuttgart-Sillenbuch[3]
- 1937: Haus F. in Stuttgart, Richard-Wagner-Straße
- 1951–1954: Grundschule Am Neandertal
- 1955: Neues Rathaus in Düren
- 1955–1956: Evangelische Altstadtkirche in Gelsenkirchen (unter Denkmalschutz)
- 1955–1957: Erlöserkirche (Iserlohn) (unter Denkmalschutz)
- 1957–1959: Neubau der evangelischen Pauluskirche in Essen-Huttrop, Knaudtstraße (2007 profaniert und unter Denkmalschutz gestellt. 2015 Umbau zu einer Altentagesstätte[4])
- 1957–1959: evangelische Friedenskirche in Gelsenkirchen-Schalke, Königsberger Straße 122 (unter Denkmalschutz)
- 1957: evangelische Auferstehungskirche in Bonn-Venusberg (unter Denkmalschutz)
- 1957–1961: Stadthaus in Münster, Klemensstraße
- 1958: Neugestaltung des Innenraums der Marienkirche in Lübeck
- 1960: Wiederaufbau der katholischen Pfarrkirche St. Laurentius in Uedem
- 1961: Lukaskirche in Bielefeld, heute: Apostel-Paulus-Kirche

### Schriften
- Der Zentralraum. Studien über Wesen und Geschichte. Stuttgart 1937.
- Abendländische Baukunst – Eine Baugeschichte in Beispielen. (mit Zeichnungen von Egon Pruggmayer) Staackmann Verlag, Leipzig 1940.
- Warum betreiben wir Baugeschichte? (Rede anlässlich der Eröffnung des Wintersemesters 1943/1944) Staatliche Hochschule für Baukunst und bildende Künste, Weimar 1943.
- Kathedralgotik. Dietsch & Brückner, Weimar 1944.
- Hochschule und Beruf. (Rede anlässlich der Tagung der Studentenschaft zum Beginn des Sommersemesters 1944) Dietsch & Brückner, Weimar 1944.
- Auszug aus dem Gutachten über die gottesdienstliche Einrichtung der wiederhergestellten Kirche St. Marien zu Lübeck. In: Jahrbuch des St.-Marien-Bauvereins. Band 4, 1958, S. 22–35.